# Vic Valence

Vic Valence est une série de bande dessinée d'aventure du Français Jean-Pierre Autheman dont les trois histoires ont été publiés entre 1985 et 1989 par Glénat. 

## Publications

### Revues
- Circus, Glénat :

1. Une nuit chez Tennessee, 1985-86.
2. La Passagère silencieuse, 1987.

### Albums
- Glénat :

1. Une nuit chez Tennessee, 1986. Alfred du meilleur album français au festival d'Angoulême 1987[1]
2. La Passagère silencieuse, 1987.
3. La Lune des fous, 1989.

- Vic Valence : Intégrale, Glénat, 1999[2]

### Documentation
- Erwin Dejasse, « Vic Valence », dans Thierry Groensteen (dir.), Primé à Angoulême, Angoulême, Éditions de l'An 2, 2003, p. 40-41.
- Patrick Gaumer, « Vic Valence », dans Dictionnaire mondial de la BD, Paris, Larousse, 2010 (ISBN 9782035843319), p. 901.